# Wang Fang
Wang Fang (kinesiska: 王芳), född den 14 januari 1967 i Anshan, Kina, är en kinesisk basketspelare som var med och tog OS-silver 1992 i Barcelona. Wang är 177 cm lång.